# Grube Wallenstein
Die Grube Wallenstein ist eine ehemalige Buntmetallerzgrube im Bensberger Erzrevier in Rösrath. Sie lag etwa hundert Meter südwestlich von der Ortschaft Boddert.

## Geschichte
Vom 1. Dezember 1853 stammt ein Mutungsgesuch auf Blei und Zinkblende unter dem Namen Göthe des Theodore Guillery von der Rheinischen Bergwerks-Gesellschaft Hennef. Eine Feldesbesichtigung fand am 22. Februar 1854 statt. Guillery schrieb am 21. März 1854 an das Bergamt und bat um Änderung des Namens von Göthe in Wallenstein. Die Verleihung erfolgte am 2. Juli 1854 dementsprechend als Längenfeld auf Bleierz, Kupfererz und Blende. 
Am 7. Dezember 1858 stellte man einen Antrag auf Einrichtung einer Erzaufbereitung in Boddert. Das Bergamt Siegen genehmigte daraufhin am 14. Dezember 1858 eine Aufbereitungsanstalt mit vier Setzsieben, einem Abläuterungskegel, einer Erzwalze sowie drei Schlammgräben mit den dazu erforderlichen Mehlführungen, Klärteichen und Sümpfen. Vor dem Bau dieser Einrichtung musste allerdings noch eine öffentliche Ausschreibung erfolgen. Es hagelte Proteste der umliegenden Bewohner, weil man Verunreinigungen des Wassers zum Trinken, Waschen und Bleichen befürchtete. Trotzdem erging die Baugenehmigung am 16. Juli 1858.  
Der Bergwerksbetreiber beantragte am 1. Oktober 1865 die Umwandlung in ein Geviertfeld. Die entsprechende Verleihung erfolgte am 22. August 1867 auf Blei-, Kupfer- und Zinkerze unter Beibehaltung des Namens Wallenstein. Der Fundpunkt lag südwestlich nahe bei der Ortschaft Boddert. Dort wurde auch ein Schacht abgeteuft. Weiter westlich hatte man einen Stollen vorgetrieben.  Insgesamt war die Grube bis zu einer Teufe von 30 Meter auf eine Entfernung von 80 Meter aufgeschlossen.